# Ишбиа, Жан
Жан Давид Ишбиа (фр. Jean David Ichbiah, 25 марта 1940 — 26 января 2007) — французский учёный и главный разработчик (в 1977—1983 годы) языка программирования Ада.
В то время он был членом научно-исследовательского подразделения по программированию французской компании по производству компьютерной техники Bull в Лувесьене. Ранее он уже разрабатывал экспериментальный язык — LIS (1972—1974) на основе Паскаля и Симулы и был одним из членов-учредителей Международной федерации по обработке информации.
Умер от осложнений опухоли мозга 26 января 2007 года.